# Bhojpuri
Bhojpuri (भोजपुरी Bhojpurī [ˈbʱoːdʒpʊriː]) ist eine hauptsächlich im östlichen Nordindien gesprochene Sprache der indoarischen Sprachfamilie. Sie gehört zur Gruppe der Bihari-Sprachen, die mit dem Hindi nah verwandt sind.
Dialekte des Bhojpuri werden hauptsächlich im Bundesstaat Uttar Pradesh gesprochen. Das Sprachgebiet reicht bis nach Bihar, Jharkhand und die Region Purvanchal. Im südlichen Nepal entlang der indischen Grenze findet man ebenfalls Sprachgemeinschaften der Bhojpuri-Dialekte. Durch Migrationsbewegungen während der britischen Kolonialzeit gibt es Bhojpuri-Sprecher unter anderem auf Mauritius.  Bhojpuri besteht aus den Dialekten Nordbhojpuri, Südbhojpuri und Westbhojpuri. Grierson und Tiwari zählen auch Nagpuria zu den Dialekten des Bhojpuri, Masica jedoch spricht von einer Klassifizierung als eigenständige Sprache.
Obwohl Bhojpuri oft als eigenständige Sprache angesehen wird, ist die Abgrenzung einzelner Sprachen problematisch, zumal es sich bei den nordindischen Sprachen um ein Dialektkontinuum handelt. Von der indischen Regierung wird Bhojpuri wie zahlreiche andere nordindische Regionalsprachen offiziell als Dialekt des Hindi verstanden. In den bhojpurisprachigen Gebieten dient Hindi als Amts- und Bildungssprache; Bhojpuri  wird jedoch durchaus auch als Literatursprache verwendet, und es gibt eine bhojpurisprachige Filmindustrie.
Bei der indischen Volkszählung 2001 gaben 33 Millionen Menschen Bhojpuri als Muttersprache an. In Nepal wird Bhojpuri laut der Volkszählung 2001 von 1,7 Millionen Menschen gesprochen. Weitere 340.000 Sprecher leben auf Mauritius.